# Peripsychoda fusca
Peripsychoda fusca är en tvåvingeart som först beskrevs av Macquart 1826.  Peripsychoda fusca ingår i släktet Peripsychoda och familjen fjärilsmyggor. Inga underarter finns listade i Catalogue of Life.